# Heinkel HeS 40
L'Heinkel HeS 40 (sigla derivata da "Heinkel Strahltriebwerk"-Heinkel motore a getto) fu un motore turbogetto a volume costante sperimentale disegnato da Adolf Müller in Germania presso la Heinkel tra il 1940 ed il 1941. Basato essenzialmente sull'HeS 30, se ne distingueva per le camere di combustione dotate di valvole che le chiudevano durante la combustione. Una combustione a volume costante (simile a quella che si ha in un motore a pistoni convenzionale a ciclo Otto), è infatti considerevolmente più efficiente di quella ottenibile a pressione costante (normalmente usata nelle camere di combustione di un motore a reazione a ciclo di Brayton-Joule).

## Storia del progetto
Parallelamente allo sviluppo dell'HeS 30 fu deciso di prendere in considerazione anche una versione modificata che fornisse utili indicazioni circa i vantaggi di un ciclo termodinamico differente. La disponibilità di due motori sostanzialmente identici nella parte relativa alla turbomacchina, infatti, era una ottima opportunità per valutare con precisione le prestazioni di una camera di combustione concettualmente lontana da quelle allora maggiormente in uso, sulla scorta anche delle esperienze di Hans Holzwarth che nella prima metà degli anni trenta brevettò diversi dispositivi di regolazione per turbine ad esplosioni.
L'HeS 40 comunque non andò mai oltre la fase progettuale e, nel 1942, fu completamente accantonato.

## Tecnica
In un motore a reazione convenzionale, l'aria compressa in uscita dal compressore viene immessa nella camera di combustione. Qui, miscelata al combustibile, viene accelerata (mantenendo la pressione pressoché costante) dall'energia termica liberata nel processo di combustione per poi passare per la turbina dove una parte dell'energia termica del fluido è convertita in energia meccanica necessaria al movimento del compressore e la restante è convertita nell'ugello in energia cinetica producendo la spinta.
Nell'HeS 40, invece, l'aria moderatamente compressa (con un rapporto di 2:1 invece che 3:1 dell'HeS 30) era immessa in sei camere di combustione che venivano chiuse da valvole. La successiva combustione (a densità e volume costante) innalzava notevolmente la pressione (e la temperatura) all'interno delle camere. A quel punto le valvole si aprivano ed i gas di scarico erano lasciati espandere nella turbina e nell'ugello. Per rendere più fluido il processo, le sei camere erano aperte e chiuse in successione. A causa delle dimensioni considerevolmente maggiori, le dieci camere dell'HeS 30 furono ridotte a sei per mantenere gli stessi ingombri complessivi. Il ciclo risultante era in qualche modo somigliante a quello di un motore convenzionale a sei cilindri, con la differenza che i gas di scarico erano convogliati in una turbina invece che destinati a muovere un pistone. Anche il pulsogetto con valvole a lamelle può essere considerato affine ad un motore con combustione a volume costante, sebbene la camera di combustione venga fisicamente chiusa durante la fase di combustione solamente all'ingresso.